# Canton de Navarrenx
Le canton de Navarrenx est une ancienne division administrative française, située dans le département des Pyrénées-Atlantiques et la région Aquitaine.

## Composition
Le canton regroupe 23 communes:
- Angous
- Araujuzon
- Araux
- Audaux
- Bastanès
- Bugnein
- Castetnau-Camblong
- Charre
- Dognen
- Gurs
- Jasses
- Lay-Lamidou
- Lichos
- Méritein
- Nabas
- Navarrenx
- Ogenne-Camptort
- Préchacq-Josbaig
- Préchacq-Navarrenx
- Rivehaute
- Sus
- Susmiou
- Viellenave-de-Navarrenx

## Histoire
Du 4 mars au 14 octobre 1790, Navarrenx fut le chef-lieu du département des Basses-Pyrénées. Le canton de Navarrenx, qui appartenait alors au district d'Oloron, comptait alors les communes d'Angous, Aren, Dognen, Gurs, Jasses, Lay-Lamidou, Méritein, Navarrenx-Bérérenx, Ogenne-Camptort, Préchacq-Josbaig, Préchacq-Navarrenx, Sus et Susmiou, soit 13 communes.

Jusqu'en 1926 le canton de Navarrenx dépendait de l'arrondissement d'Orthez.

## Représentation

### Conseillers généraux de 1833 à 2015
| Période           | Identité                            | Parti                       | Qualité                                                                                 |
| ----------------- | ----------------------------------- | --------------------------- | --------------------------------------------------------------------------------------- |
| 1833-1853         | Raymond Calixte Martin Dufaur       | Monarchiste                 | Avocat, notaire, juge de paix et ancien maire de Navarrenx                              |
| 1853-1862         | Patrick O'Quin                      | Majorité dynastique         | Avocat - Maire de Pau (1860-1865) Député (1852-1865)                                    |
| 1862-1870         | Albert Darralde                     |                             | Substitut à Bayonne puis Procureur impérial à Lisieux                                   |
| 1870-1874         | Henri Dufaur                        | Monarchiste                 | Nommé Sous-Préfet à Rochechouart (Haute-Vienne), ancien maire de Susmiou                |
| 1874-1878         | Xavier Dufaur (père d'Henri Dufaur) | Monarchiste                 | Juge de paix - Député (1871-1876)                                                       |
| 1878-1903 (décès) | Jean Clédou                         | Républicain Progressiste    | Député (1891-1902) Médecin - Maire de Navarrenx                                         |
| 1903-1928         | Jean Edouard Bon                    | Républicain                 | Docteur en médecine                                                                     |
| 1928-1940         | Paul Verdalle                       | Rad.ind.                    | Notaire, maire de Navarrenx                                                             |
|                   |                                     |                             |                                                                                         |
| 1945-1979         | Pierre Masseys                      | Rad. puis DVD puis UDF-Rad. | Industriel à Navarrenx                                                                  |
| 1979-1992         | Joseph Sarrat                       | UDF                         | Expert-comptable Maire de Navarrenx (1971-2001)                                         |
| 1992-2015         | Jacques Pedehontaà                  | DVD puis app. MoDem         | Cadre - Maire de Laàs Elu en 2015 dans le Canton d'Orthez et Terres des Gaves et du Sel |

### Conseillers d'arrondissement (de 1833 à 1940)
Le canton de Navarrenx appartenait à l'arrondissement d'Orthez jusqu'à sa disparition en 1926.
| Période                                  | Période | Identité                                                     | Étiquette                | Qualité |
| ---------------------------------------- | ------- | ------------------------------------------------------------ | ------------------------ | --- |
| 1833                                     | 1842    | Jean Baptiste Prosper Darralde (1803-1860)                   |                          | Médecin à Navarrenx                                                                                         |
| 1842                                     | 1845    | Ernest Adolphe Pouyanné                                      |                          | Propriétaire à Méritein                                                                                     |
| 1845                                     | 1848    | Jean Baptiste Prosper Darralde                               |                          | Médecin à Navarrenx                                                                                         |
|                                          |         |                                                              |                          | |
| 1886                                     | 1901    | Charles Mongrand                                             | Républicain opportuniste | Vétérinaire, adjoint au maire de Navarrenx, suppléant du juge de paix                                       |
| 1901                                     |         | Jean Lacordelle                                              | Nationaliste             | Agriculteur expert-géomètre, Président du comice agricole, maire de Viellenave                              |
|                                          |         |                                                              |                          | |
| 1919                                     | 1931    | Pierre Baptiste Lacordelle (1864-1937, fils de J.Lacordelle) | Bloc National            | Commandant, Président du comice agricole de Navarrenx, propriétaire à Viellenave                            |
| 1931                                     | 1940    | Jean Valentin Lafargue                                       | Républicain              | Médecin-vétérinaire, adjoint au maire de Navarrenx                                                          |
| 1940                                     |         |                                                              |                          | Les conseils d'arrondissement ont été suspendus par la loi du 12 octobre 1940 et n'ont jamais été réactivés |
| Les données manquantes sont à compléter. |         |                                                              |                          | |

## Démographie
| 1962  | 1968  | 1975  | 1982  | 1990  | 1999  | 2006  | 2011  | 2012  |
| ----- | ----- | ----- | ----- | ----- | ----- | ----- | ----- | ----- |
| 6 139 | 5 876 | 5 969 | 5 941 | 5 603 | 5 677 | 5 731 | 5 960 | 5 969 |